# Limnophyes habilis
Limnophyes habilis är en tvåvingeart som först beskrevs av Walker 1856.  Limnophyes habilis ingår i släktet Limnophyes och familjen fjädermyggor. Arten är reproducerande i Sverige. Inga underarter finns listade i Catalogue of Life.